# Felix (kommun)
Felix är en kommun i Spanien.   Den ligger i provinsen Provincia de Almería och regionen Andalusien, i den södra delen av landet, 400 km söder om huvudstaden Madrid. Antalet invånare är 662. Arean är 81 kvadratkilometer.
Terrängen i Felix är kuperad åt nordost, men åt sydväst är den bergig.